# 저작물
저작물(著作物)은 어떤 아이디어를 독자적으로 표현한 창작물을 말한다. 지적·문화적 창작을 넓게 포괄하는데, 여기에는 문학 작품(시·소설·각본), 논문, 강연, 작곡, 연극, 영화, 춤, 그림, 조각, 건축, 사진, 지도, 컴퓨터 프로그램 등이 포함된다.

## 요건
어떤 지적 활동의 결과가 저작물로 인정받기 위해서는 다음과 같은 요건을 충족하여야 한다.
1. 인간의 사상과 감정의 "표현"일 것.
2. 창작성이 있을 것

사상과 감정의 표현
저작물은 인간의 사상과 감정을 표현한 것이어야 한다. 따라서 "표현"이 아닌 단순한 아이디어는 저작권의 보호를 받지 않는다. 이를 아이디어-표현 이분법이라고 한다. 예를 들어 줄거리나 주제 등은 저작권의 보호를 받지 않는 아이디어이다. 다음은 표현의 유사성이 인정된 예이다.
| 사랑이 뭐길래 | 여우와 솜사탕 |
| --- | --- |
| 지은 안 봐도 뻔해애. 자유인? 언제까지 자유인 폼나나 어디 두고 보자. 이 기집애 저 기집애도 잠시 잠깐야. 순바람둥이 플레이보이루 소문나면 여자두 그런 여자나 꼬여 들 거구. 그러나다 나이 먹어 마흔살 쉰살 추하게 늙어 허리가 꼬부라질 거구. 공분 하나두 안 해서 의사일도 제대로 못하게 될 거거구. 돈 없어 실력 없어 가진 것두 없어. 술은 곧잘 마실 거구. 그러다 보면 어느 날 행려병자루 거리에 쓰러져 죽을 테니까. | 선녀 자유인 좋아하네. 이여자 저여자 아무데나 껄떡대는 껄덕쇠겠지. 강철 껄..껄덕쇠? 선녀 순 바람둥이에다 플레이보이 거기다 거짓말쟁이... 뭐한덴 뭐만 걸린다구 맨날 그런 여자나 걸려들 거구. 술먹구 아무데나 널브러져다가 늙어서 행려병 자루 거리에 쓰러져 죽을 거야... |
| 대발 뭐 결국 행려병자루 인생을 마감하고 말거라구? (중략) 우리가 부부니? 결혼했어? 살았어? 살다가 내가 딴 여자랑 심각하게 딴 짓했니? 그래서 사네 못사네 하다가 결국은 갈라서는 마당이야? 갈라서는 마당에 내가 너 쥐어패구 위자료 일원 한푼 안 주구 야비하게 굴었어? | 강철 뭐 행려병자루 길거리에 쓰러져 어째... 순플레이보이에다 바랑둥이... 야 내가 마누라 있는데 바람 폈어? 아니면, 너랑 손가락 걸구 사랑 맹세까지 해놓고 딴여자랑 놀아나길 했어? 그것도 아님 너랑 갈 데까지 갔는데 어느 날 갑자기 헤어지자구 해서 널 돌게 만들었니?     |

창작성
사상과 감정의 표현이 저작물로서 인정을 받기 위해서는 창작성이 있어야 한다. 창작성은 "남의 것을 모방하지 아니하고 자신의 독자적인 사상과 감정을 표현한 정도"를 말한다. 따라서 창작성은 고차원적인 문학적 성취나 획기적인 표현은 요구하지 않는다. 다만 단순히 일상적인 감정의 표현이나 어떤 대상에 대한 표현이 한정되어 있을 때에는 그 표현은 저작권의 보호를 받지 않는다. 또한 단순히 기계적 작동으로 찍힌 사진은 창작성이 부정된다.
|                                    |                                                                         |
| 창작성이 부정된 예 (2007가합16095) | 창작성이 긍정된 예 (Burrow-Giles Lithographic co. v Sarony 111 U.S. 53) |

## 종류
다음은 대한민국 저작권법과 일본 저작권법이 예시한 저작물이다. 다음 예시 이외에도 다른 형태의 저작물이 존재할 수 있다.
- 어문 저작물[4]
소설, 시, 논문, 경연, 연설, 각본 등. 대한민국 저작권법에서는 어문 저작물의 고정을 요건으로 하지 않는다.[5] 따라서 말하는 순간 저작권이 성립한다.[6] 다만 공개적으로 행한 정치적 목적의 연설은 어떤 방식으로도 사용이 가능하다.[7]
- 음악 저작물[8]
노래의 가사는 어문 저작물에 해당한다. 어문 저작물과 같이 고정을 요하지 않으므로 즉흥 연주에도 저작권이 성립한다.[5] 다만 이미 작곡된 곡을 연주한 것은 실연자[9]의 권리로서 보호된다.
- 연극 저작물[10]
연극, 무용, 무언극 등. 연극의 각본은 어문 저작물이며, 연극 저작물은 연기의 형태를 결정하는 안무를 말한다.[5] 배우의 연기 등은 실연자의 권리로서 보호된다.
- 미술 저작물[11]
회화, 서예, 조각, 판화, 공예, 응용 미술 저작물 등. 미술 저작물 등의 저작자는 원본이나 복제물을 전시할 권리를 가진다.[12]
- 건축 저작물[13]
건축물, 건축을 위한 모형이나 설계도 등. 건축물의 이용자는 건축물을 증축, 개축하거나 기타의 방법으로 변형할 수 있다. 다만 본질적인 부분은 변형할 수 없다.[14]
- 사진 저작물[15]
사진과 유사한 제작 방법으로 표현된 것도 포함한다.
- 도형 저작물[16]
지도, 도표, 설계도, 약도, 모형 등.
- 영화 저작물[17]
영화 저작물은 영화의 효과와 유사한 시각적 또는 시청각적인 효과를 발생하는 방법으로 표현된 것으로, 정지된 저작물을 포함한다.[18] 영화, 비디오 게임, 컴퓨터의 화면을 들 수 있다.
- 컴퓨터 프로그램 저작물[19]
"프로그램"은 전자 계산기[20]를 작동시켜 한 결과를 얻을 수 있도록 이에 대한 지시를 결합한 제품으로 표현한 것을 말한다.[21] 그러나 프로그램에 대한 저작권 보호는, 그것을 만들기 위해 사용된 다음의 것들에 미치지 않는다.[22]

1. 프로그래밍 언어 : "프로그램을 표현하는 수단으로 문자 기타 기호 및 그 체계"를 말한다. 특정 컴파일러 등은 저작물이 아니다.
2. 약관 : 특정 프로그램의 지난호 프로그램 언어의 사용법에 대한 특별한 약속"을 말한다. 프로토콜, 인터페이스 등을 들 수 있다.
3. 해법 : "프로그램의 전자 계산기[20] 에 대한 지침의 조합 방법"을 말한다. 알고리즘 등을 들 수 있다. 그러나 알고리즘을 기술한 문서는 언어 또는 도형 저작물이 될 가능성이 있다.

## 저작권
저작권(著作權)은 저작물을 만든이(저작자)가 자기 저작물을 통제하고 그로부터 이익을 얻을 수 있는 권리이다. 저작권은 만든이의 권리를 보호하여 문화를 발전시키는 것을 목적으로 한다. 저작권에는 인격권과 재산권이 있으며, 지적 재산권의 하나이다. 국제법은 베른 협약에 바탕을 두고 있다. 저작권 내용은 나라마다 다르다. 사실을 전달하는 시사 보도는 저작권으로 보호 받지 않는다. 법령, 고시·훈령, 판결과 같은 정부 저작물도 저작권이 없을 수 있다.

## 같이 보기
- 부가 판권 시장
- 저작권 침해
- 저작물 관리 시스템